# Patuljasti glatki kit
Patuljasti glatki kit (lat. Caperea marginata) najmanji su od svih kitova usana. Vrlo je rijedak, i o njemu se ne zna puno. Zbog određene sličnosti, ponekad ga se svrstava u porodicu glatkih kitova. No kako ukupno previše odstupa od njih, najčešće ga se izdvaja u vlastitu porodicu Neobalaenidae.

## Osobine
Dužinom od najviše 6 metara i težinom do tri tone, patuljasti glatki kit neobično je malen za kita usana. Boja mu je crna do tamno plava. Sličnost s glatkim kitovima je u neproporcionalno velikoj glavi i obliku donje čeljusti koja liči na luk. S druge strane, postoje i markantne razlike: ima leđnu "masnu peraju", a u naznakama ima i kožne nabore na vratu kakve u izraženijem vidu imaju brazdeni kitovi, što je oboje tipično baš za brazdene kitove. Dok se s jedne strane čini da je on dijelom na pola puta između jedne i druge skupine, ima druge osobine koje su jedinstvene među svim kitovima. Tu spada i broj rebara. Naime, on ih ima 34, više od bilo koje vrste kitova.

## Rasprostranjenost
Patuljasti glatki kit živi u umjereno hladnim vodama južne polutke. S obzirom na to da je vrlo rijedak, nije pouzdano utvđeno područje njegove rasprostranjenosti. Jedino se zna, da je viđen u vodama mora u blizini Tasmanije, Novog Zelanda, Južne Afrike i Falklandskih otoka.

## Način života
Vrlo malo je poznato o njegovom načinu života. Čini se, da kao i glatki kitovi nije brz plivač. Rado živi u socijalnim skupinama. U jednom slučaju opažena je skupina od osam patuljastih glatkih kitova. Hrana su mu sitni plankton koji se uhvati u njegove usi.

## Ostalo
Na južne obale Australije, Tasmanije i Južne Afrike najčešće u proljeće more naplavi lešine ovih kitova. To su glavni izvori znanja o ovim kitovima. Na otvorenom moru, ovu vrstu se vrlo rijetko vidi. Kako nikad nisu bili lovljeni, pretpostavlja se, da vrsta nikada nije bila učestala.

## Drugi projekti
|  | Zajednički poslužitelj ima stranicu o temi Patuljasi glatki kit |
|  | Wikivrste imaju podatke o taksonu Patuljasnom glatkom kitu      |